# Myrmecaelurus polyneurus
Myrmecaelurus polyneurus är en insektsart som beskrevs av C.-k. Yang 1999. Myrmecaelurus polyneurus ingår i släktet Myrmecaelurus och familjen myrlejonsländor. Inga underarter finns listade i Catalogue of Life.